# بخش یونین (شهرستان براون، اوهایو)
بخش یونین (به انگلیسی: Union Township) یک منطقهٔ مسکونی در ایالات متحده آمریکا است که در شهرستان براون، اوهایو واقع شده‌است.
 بخش یونین ۱۰۰٫۱ کیلومتر مربع مساحت و ۳٬۰۶۴ نفر جمعیت دارد و ۱۷۰ متر بالاتر از سطح دریا واقع شده‌است.